# 隆起函数

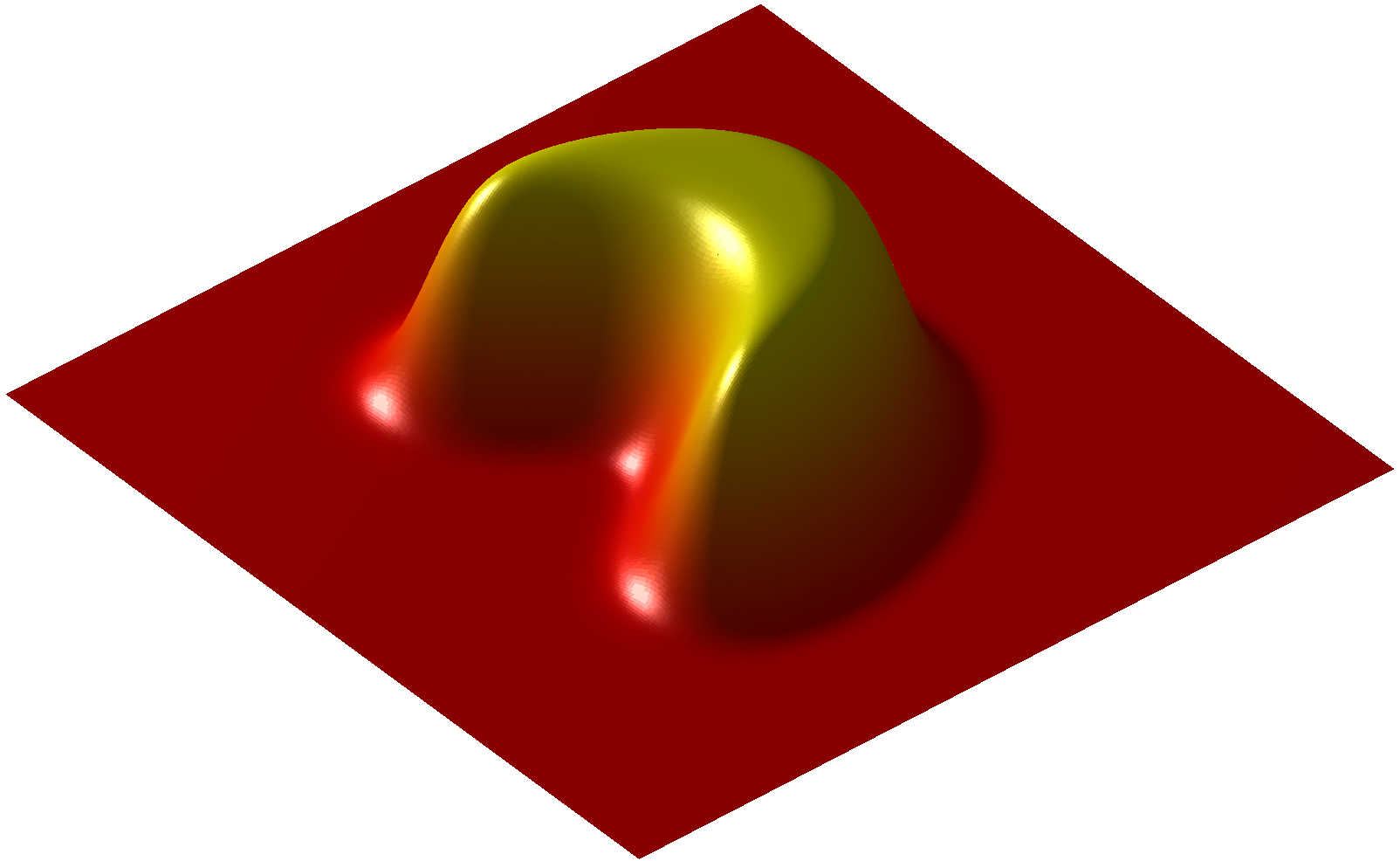
一个二维的隆起函数

数学中，一个欧几里得空间{\displaystyle {\mathbb {R} }^{n}}上的隆起函数{\displaystyle f:{\mathbb {R} }^{n}\to {\mathbb {R} }}是一个仅在某“一小块区域”上取值不为零的光滑函数。它在{\displaystyle {\mathbb {R} }^{n}}绝大部分区域取值都是0，仅仅在某个紧区域上有非零值。{\displaystyle {\mathbb {R} }^{n}}所有的隆起函数的构成一个函数空间，记作{\displaystyle C_{0}^{\infty }({\mathbb {R} }^{n})}或{\displaystyle C_{c}^{\infty }({\mathbb {R} }^{n})}。在适当拓扑结构中，它的对偶空间是分布空间（见分布理论）。

## 特点及应用
根据唯一性定理，虽然隆起函数都是光滑的，但除非它们在D上取值一致为0，否之它们都不是解析函数。隆起函数经常被用作柔化函数，光滑隔断函数（smooth cutoff function），以及用于1的分割（partition of unity）。在数学分析中，隆起函数是最常见的检验函数。检验函数空间在很多算子下是闭合的；任意两个隆起函数的和，积，以及卷积都是隆起函数。若一个微分算子的系数是光滑的，那么两个隆起函数在这个微分算子下的计算结果也是隆起函数。